# Liliane de Kermadec
Liliane de Kermadec, nascuda Liliane Pisterman (Varsòvia, 6 d'octubre de 1928 - 13è districte de París 13 de febrer de 2020) ha estat una actriu, directora de cinema i guionista francesa.

## Biografia
Va començar la seva carrera com a actriu. Va actuar a Dona Rosita la soltera (1952) de Federico Garcia Lorca, amb Silvia Monfort, en una producció de Claude Régy, a My heart in the Highlands (1955) de William Saroyan, dirigida per Michel Vitold. André Cellier, director del Théâtre de Poche Montparnasse la dirigeix a La plus forte (1959) d'August Strindberg i Histoire de nuit (1960) de Sean O'Casey.
També ha estat directora de fotografia de set llargmetratges, com ara Cleo de 5 a 7 d'Agnès Varda (1962), Muriel d'Alain Resnais (1963), Fortunat d'Alex Joffé i Bébert et l'Omnibus d'Yves Robert.
Va passar a dirigir el 1963 amb un curtmetratge titulat Le Temps d'Emma, després amb un llargmetratge el 1972, Home Sweet Home. Però va ser amb la seva següent pel·lícula, Aloïse (1975), que va ser remarcada per la professió i el públic i foren projectades al Festival Internacional de Cinema de Canes. Després, va encadenar obres de ficció i documentals per a cinema i televisió.
S'inspira en dones excepcionals, ja siguin les seves actrius (Delphine Seyrig, Isabelle Huppert) o les seves heroïnes (Aloïse, La Piste du télégraphe).

## Filmografia
- 1964 : Le Temps d'Emma (curtmetratge documental biogràfic sobre Emma Stern), guió i direcció
- 1966 : Qui donc a rêvé (curtmetratge), d'après Lewis Carroll
- 1972 : Home Sweet Home, guió i direcció
- 1975 : Aloïse, guió i direcció
- 1994 : La Piste du télégraphe, guió i direcció
- 2008 : Le Murmure des ruines, guió i direcció amb Saro Sarayan

## Televisió
- 1981 : Le Petit Pommier, guió i direcció
- 1982 : Mersonne ne m'aime, adaptació i realització
- 1986 : Un moment d’inattention, realització
- 1988-1989 : Les Symptômes de l'amour (sèrie)
- 1990 : La Création du monde de Théodore (Leninallee), guió i direcció
- 1995 : Le Cinéma de grand-père (documental)
- 2000 : La Route de la soie chinoise (documental)
- 2005 : La Très Chère Indépendance du Haut Karabagh, (documental)
- 2006 : L'histoire naturelle d'Armand David (documental)
- 2011 : He Film (documental)

## Teatre
- Akara de Romain Weingarten
- 1959 : La Plus Forte d'August Strindberg, posada en escena d'André Cellier, Poche Montparnasse
- 1960 : Histoire de nuit de Sean O'Casey, posada en escena d'André Cellier, Poche Montparnasse